# Eudonia umbrosa
Eudonia umbrosa là một loài bướm đêm trong họ Crambidae.